# سیارک ۱۲۱۲۵
سیارک ۱۲۱۲۵ (به انگلیسی: 12125 Jamesjones، نامگذاری:1999RS4) دوازده هزار و صد و بیست و پنجمین سیارک کشف شده‌است که در ۳ سپتامبر ۱۹۹۹ کشف شد.
قدر مطلق سیارک برابر ۲۵.۷ است.